# Gaja Gamini
Gaja Gamini ist ein indischer Musikfilm von M. F. Husain aus dem Jahr 2000. Er ist eine Ode an die Weiblichkeit und an Madhuri Dixit, die in dem Film gemeinsam mit Shah Rukh Khan und Naseeruddin Shah agiert.

## Handlung
Der Film hat keine zusammenhängende Handlung. Die zentrale Figur wird von einer mysteriösen Figur namens „Gaja Gamini“ dargestellt und ist aus der schwarzen Steinmauer in Pandharpur geboren.
Als sie sich aus der Mauer löst, manifestiert sie sich selbst in vier unterschiedliche Charaktere durch die sie den „einfachen Mann“ inspiriert, erregt und verwirrt.
Die mysteriöse „Gaja Gamini“ erscheint als vier Charaktere, einer von ihnen ist Sangeeta, ein blindes Mädchen aus Banaras am Anfang der Zeit, das Dorffrauen dazu inspiriert, sich gegen ein von Männern dominiertes System aufzulehnen, um sich eine dauerhafte Nische zu schaffen. Eine andere Figur ist Shakuntala, die Gegenstand des gleichnamigen Gedichts von Kalidas ist. Shakuntala schürt Eifersucht bei den Frauen und Liebe bei den Männern um sie herum und bezaubert Menschen und Tiere gleichermaßen in den Wäldern von Kerala. „Gaja Gamini“ ist auch Mona Lisa während der Renaissance, das Objekt der Besessenheit des Malers Leonardo da Vinci, das sie zu dem Gemälde Mona Lisa inspiriert. Schließlich soll Monika, der verwirrendste Sektor des Films, die Frau des neuen Jahrtausends darstellen. Kamdev, der Gott der Liebe, wandelt durch die Geschichte der Erde und versucht, die Liebe von „Gaja Gamini“ zu gewinnen.
In diese Mischung „geworfen“ ist eine große schwarze Wand. Diese Steinmauer ist eine Metapher genau wie „Gaja Gamini“, die zwei verschiedene Epochen trennt und Konfrontationen zwischen Wissenschaft und Kunst an verschiedenen Punkten in der Geschichte, die zeigen, dass sich die Welt selbst ändern kann, aber ihre ursprünglichen Ideen immer gleich bleiben werden. Zum Beispiel wird ein Stück von Shakespeare, das im 15. Jahrhundert von Schauspielern geschrieben und aufgeführt wurde, auch im 21. Jahrhundert aufgeführt, aber mit anderen Schauspielern. Die Konfrontationen zwischen Kunst und Wissenschaft bringen auch die Idee hervor, dass, während die Wissenschaft fest darauf fixiert ist, nur das zu glauben, was bewiesen werden kann, die Grundlage der Kunst das Beweisbare und ein intuitiver Sinn ist, der gefühlt werden kann. Die Wissenschaft benutzt das Gehirn, während die Kunst das Gehirn und das Herz benutzt. Eine weitere Facette des Films ist ein „Gathri“, ein kleines Bündel, das eine Frau wie eine Last auf dem Kopf trägt, mit dem sie für immer gehen muss.

## Hintergrund
Der Film des Filmemachers Maqbool Fida Husain ist ein mit Farben und Musik operierendes Ballett und pendelt ständig zwischen Realität und Illusion hin und her. Es ist die Reise einer Frau – Gaja Gamini genannt, die durch Raum und Zeit reist und ein Spektrum aus Kunst, Musik und Poesie auf sich vereint. Eine Reise gesehen durch das Auge eines Malers.
Die Charaktere die die Schönheit der Frau artikulieren, handeln als unterschiedliche Standpunkte der Betrachtung und sind in ständigem Dialog miteinander über das Wesen und die Identität einer Frau – Gaja Gamini.

## Kritiken
Sumnan Tarafdar von Filmfare gab eine positive Bewertung des Films ab und nannte ihn nicht „etwas, das jeden Tag vorkommt“. Taran Adarsh sagte: „Der Film sieht sehr farbenfroh aus, mit auffälliger Optik. Aber als Regisseur versäumt es Hussain, seine Gedanken über Zelluloid zu vermitteln. Im Großen und Ganzen ist Gaja Gamini ein künstlerischer Film, der das nicht wird von allen Schichten des Publikums verstanden werden – Klassen oder Massen. In geschäftlicher Hinsicht wird der Film mit Sicherheit eine Katastrophe bedeuten. Eine Verschwendung von kostbarem Zelluloid.“
„Dieses ehrgeizige und symbolische Musikdrama folgt dem ewigen Geist der Frauen, die Männer im Laufe der Jahrhunderte inspirieren und verwirren.“